# Lê Quý Đôn (jedrenjak)
Lê Quý Đôn je školski brod jedrenjak u službi vijetnamske ratne mornarice a nazvan je u čast vijetnamskom filozofu Lê Quý Đônu. Dizajnirao ga je Zygmunt Choreń a izgrađen je u poljskom brodogradilištu Marine Projects Ltd. Dovršen je u lipnju 2015. dok je 27. rujna mješovita posada sastavljena od vijetnamskih i poljskih mornara krenula na put iz Gdanjska u Nha Trang, jedrenjakovu matičnu luku.

## Opis
Školski brod je 2013. godine naručila vijetnamska Vlada te je izgrađen u poljskom brodogradilištu Marine Projects Ltd. Jedrenjak se sastoji od tri jedra napravljena od sintetičkog materijala (visine do 40 m) te ukupne površine 1400 kvadratnih metara. Osim jedara, brod je pogodnjen i jednom dizelskom turbinom Caterpillar C32 snage 880 kW.
Posadu broda čini 30 časnika te 80 mornaričkih kadeta dok samo krstarenje traje 45 dana. Jedrenjak je opremljen s četiri mala čamca za spašavanje a naoružan je s četiri teška mitraljeza WKM-Bm kalibra 12,7 mm (poljska inačica sovjetskog NSV mitraljeza). Brod ima i komunikacijske uređaje, učionice te drugu potrebnu i modernu opremu.

## Galerija slika
- Pogled na brod s pramca.